# Charlie Wilson's War
Charlie Wilson's War (br: Jogos do Poder / pt: Jogos de Poder) é um filme americano de 2007, dos gêneros drama biográfico de guerra, escrito por Aaron Sorkin e dirigido por Mike Nichols, com Tom Hanks, Julia Roberts e Philip Seymour Hoffman. Foi baseado em fatos reais, na história do congressista americano Charlie Wilson e o oficial da CIA Gust Avrakotos, cujos esforços levaram à Operação Ciclone, uma operação   para organizar e apoiar os insurgentes (mujahideen) afegãos durante a Guerra Soviético-Afegã (1979-89) que, posteriormente, levou ao fim da União Soviética e a reestruturação do governo a Federação Russa, com a Perestroika e da Glasnost. 
O filme foi dirigido por Mike Nichols (seu último filme) e escrito por Aaron Sorkin , que adaptou o livro de 2003 de George Crile III, Charlie Wilson's War: The Extraordinary Story of the Largest Covert Operation in History (A Guerra de Charlie Wilson: A história extraordinária da maior operação secreta da história). Tom Hanks, Julia Roberts e Philip Seymour Hoffman estrelaram, com Amy Adams e Ned Beatty em papéis coadjuvantes. Foi indicado a cinco Globos de Ouro, incluindo Melhor Filme – Musical ou Comédia, mas não venceu em nenhuma categoria. Hoffman foi indicado ao Oscar por Melhor Ator Coadjuvante. 
O filme narra a história real do deputado americano Charles Wilson, que, no início da década de 1980 juntou esforços com Gust Avrakotos, membro da CIA e da socialitie texana Joanne Herring,  para lançar a Operação Ciclone, programa que organizou e patrocinou os mujahidin afegães em sua resistência à ocupação soviética do Afeganistão. 

## Resumo do enredo
Em 1980, o congressista Charlie Wilson está mais interessado em festejar do que em legislar, frequentemente dando grandes festas de gala e enchendo seu escritório do Congresso com mulheres jovens e atraentes. Sua vida social acaba gerando uma investigação federal sobre alegações de seu uso de cocaína, conduzida pelo promotor federal Rudy Giuliani como parte de uma investigação maior sobre má conduta do Congresso. A investigação resulta em nenhuma acusação contra Wilson.  
Uma amiga e interesse romântico, Joanne Herring , incentiva Charlie a fazer mais para ajudar o povo afegão e o convence a visitar a liderança paquistanesa. Os paquistaneses reclamam do apoio inadequado dos EUA para se opor à União Soviética e insistem que Wilson visite um grande campo de refugiados afegãos no Paquistão. O congressista está profundamente comovido com sua miséria e determinação de lutar, mas está frustrado com a insistência do pessoal regional da CIA em uma abordagem discreta contra a ocupação soviética do Afeganistão. Wilson volta para casa para liderar um esforço para aumentar substancialmente o financiamento para os insurgentes mujahideen.  
Como parte desse esforço, Charlie faz amizade com o agente independente da CIA Gust Avrakotos e seu grupo afegão com poucos funcionários para encontrar uma estratégia melhor, especialmente incluindo um meio de combater o formidável helicóptero  Mi-24 Hind dos soviéticos, blindado . Este grupo era composto em parte por membros da Divisão de Atividades Especiais da CIA, incluindo um jovem oficial paramilitar chamado Michael Vickers.  
Como resultado, a hábil negociação política de Charlie Wilson para o financiamento necessário e o planejamento cuidadoso de Gust Avrakotos usando esses recursos, como fornecer aos guerrilheiros uma série de armamentos, sobretudo, o FIM-92 Stinger (lançadores de mísseis), transformando a ocupação soviética em um atoleiro mortal com seus veículos de combate pesados sendo destruídos a uma taxa incapacitante.   
Charlie pede o apoio de Israel e do Egito para fornecimento de armas e equipamentos da própria União Soviética, os quais seriam usados contra o próprio exército soviético pelos Mujahidin, pois, caso armas de origem americana fossem descobertas pelos soviéticos no Afeganistão, poderia levar a uma ampliação do conflito e envolvimento americano direto no mesmo. Ao Paquistão coube a distribuição de armas. O orçamento anticomunismo da CIA, usado para apoiar os afegãos, aumentou espantosamente no período, de apenas 5 milhoes de dólares para mais mais de 500 milhões de dólares, valor esse que foi igualado pela Arábia Saudita, os quais também estavam preocupados com a ampliação da esfera de poder soviética no Oriente Médio. Ao final do conflito, a quantia investida no apoio militar aos afegãos foi da ordem de 1 bilhão de dólares, ou seja, o maior valor investido na história por qualquer país numa guerra secreta até então, surpreendendo vários congressistas norte-americanos. Esse esforço de Charlie acabou evoluindo para uma parte importante da política externa dos EUA, conhecida como Doutrina Reagan , sob a qual os EUA expandiram a assistência além dos mujahideen e começaram também a apoiar outros movimentos de resistência anticomunista em todo o mundo. Charlie afirma que o alto funcionário do Pentágono, Michael Pillsbury, persuadiu o presidente Ronald Reagan a fornecer os Stingers (FIM-92 Stinger) aos afegãos.  
Gust Avrakotos aconselha veementemente Charlie a buscar apoio para a ocupação pós-soviética do Afeganistão, referenciando a história do "mestre zen" do cavalo perdido. Ressalta ainda que reabilitar as escolas no país ajudaria a educar as crianças num país destrído antes que fossem influenciadas por pelos “loucos” (movimentos radicais islâmicos atuantes no Afeganistão). Charlie tenta apelar para o governo, mas não encontra entusiasmo nem mesmo nas medidas modestas que propõe, pois, a época, o interesse do governo americano estava na Europa Central, logo após o final da guerra-fria e a dissolução da União Soviética.  No final, Charlie recebe um grande elogio por seu apoio aos serviços clandestinos dos EUA, mas seu orgulho é temperado por seus medos do contragolpe que seus esforços secretos podem render no futuro e as implicações da retirada dos EUA do Afeganistão.  

## Elenco
- Tom Hanks  (Charlie Wilson)
- Julia Roberts  (Joanne Herring)
- Philip Seymour Hoffman  (Gust Avrakotos)
- Emily Blunt  (Jane Liddle)
- Rachel Nichols  (Suzanne)
- Shiri Appleby  (Jailbait)
- Amy Adams  (Bonnie)
- Ned Beatty  (Doc Long)
- Erick Avari  (Avi Perlman)
- Shaun Toub   (Hassan)
- Mary Page Keller  (Sra. Wilson)
- Jud Tylor  (Crystal Lee)

## Lançamento e recepção

### Bilheteria
O filme foi originalmente programado para ser lançado em 25 de dezembro de 2007; mas em 30 de novembro, o cronograma foi adiado para 21 de dezembro. Em seu fim de semana de estreia, o filme arrecadou US$ 9,6 milhões em 2.575 cinemas nos Estados Unidos e Canadá, ocupando o quarto lugar nas bilheterias.  Ele arrecadou um total de $ 119 milhões em todo o mundo - $ 66,7 milhões nos Estados Unidos e Canadá e $ 52,3 milhões em outros territórios. 

### Recepção crítica
No site e críticas Rotten Tomatoes, o filme tem um índice de aprovação de 82% com base em 204 críticas, com uma classificação média de 7,00/10. O consenso crítico do site diz: "O fiilme onsegue entreter e informar o público, graças ao seu roteiro espirituoso e elenco talentoso de jogadores poderosos".  Metacritic relatou que o filme teve uma pontuação média de 69 em 100, com base em 39 críticos, indicando "críticas geralmente favoráveis".  O público pesquisado pelo CinemaScore deu ao filme uma nota média de "A" em uma escala de A+ a F.  

### Críticas e elogios governamentais
Alguns funcionários da era Reagan, incluindo o ex-subsecretário de Defesa Fred Ikle, criticaram alguns elementos do filme. O Washington Times relatou que o filme promove erroneamente a noção de que a operação liderada pela CIA financiou Osama bin Laden e, finalmente, produziu os ataques de 11 de setembro ; no entanto, outros funcionários da era Reagan apoiaram mais o filme.  Michael Johns , ex-analista de política externa da The Heritage Foundation e redator de discursos da Casa Branca para o presidente George HW Bush, elogiou o filme como "o primeiro esforço de apelo em massa para refletir a lição mais importante da vitória da América na Guerra Fria: que o esforço liderado por Reagan para apoiar os combatentes da liberdade que resistiam à opressão soviética levou com sucesso à primeira grande derrota militar da União Soviética. Enviar o Exército Vermelho para fora do Afeganistão provou ser um dos fatores de contribuição mais importantes em um dos desenvolvimentos mais profundamente positivos e importantes da história."   

### Recepção russa
Em fevereiro de 2008, foi revelado que o filme não seria lançado nos cinemas russos. Os direitos do filme foram comprados pela Universal Pictures International (UPI) Rússia. Especulou-se que o filme não apareceria por causa de um certo ponto de vista que retratava desfavoravelmente a União Soviética . O chefe da Universal Pictures na Rússia, Yevgeny Beginin, negou isso, dizendo: "Nós simplesmente decidimos que o filme não daria lucro". A reação dos blogueiros russos também foi negativa. Um escreveu: "Todo o filme mostra russos, ou melhor, soviéticos, como assassinos brutais".  

## Historicidade

### Suporte aos combatentesMujahideen
Enquanto o filme retrata Wilson como um defensor imediato do fornecimento de mísseis Stinger aos mujahideen, um ex-funcionário do governo Reagan lembra que ele e Wilson, enquanto defensores dos mujahideen, eram na verdade inicialmente "mornos" com a ideia de fornecer esses mísseis. A opinião deles mudou quando eles descobriram que os rebeldes foram bem sucedidos em derrubar naves soviéticas com eles.  Como tal, eles não foram fornecidos até 1987, durante o segundo mandato de Reagan, e sua provisão foi defendida principalmente por oficiais de defesa de Reagan e conservadores influentes.  

### Final feliz
De acordo com Melissa Roddy, uma cineasta de Los Angeles com informações privilegiadas da produção, o final feliz parcial do filme, onde Wilson é premiado, surgiu porque Tom Hanks não se sentiu confortável com um rascunho original que terminou em uma cena com os ataques de 11 de setembro . Citando o roteiro original, que era muito diferente do produto final, em Reel Power: Hollywood Cinema and American Supremacy Matthew Alford escreveu que o filme desistiu "da chance de produzir o que pelo menos tinha potencial para ser o Dr. Strangelove da nossa geração".  

### Outros
Em seu livro Afgantsy, de 2011, o ex-embaixador britânico na Rússia , Rodric Braithwaite, descreve o filme como "divertido, mas tem apenas uma conexão intermitente com a realidade histórica". 

## Consequências
O filme retrata a preocupação expressa por Charlie Wilson e Gust Avrakotos de que o Afeganistão estava sendo negligenciado na década de 1990, após a retirada soviética. Em uma das cenas finais do filme, Gust diminui o entusiasmo de Charlie sobre a retirada soviética do Afeganistão, dizendo: "Estou prestes a lhe dar um Estimativa de Inteligência que mostra que os loucos estão entrando em Kandahar ". Enquanto ele diz isso, o som de aviões a jato sobrevoam, uma premonição dos próximos ataques de 11 de setembro. 
George Crile III , autor do livro no qual o filme se baseia, escreveu que a vitória dos mujahideen no Afeganistão acabou abrindo um vácuo de poder para Bin Laden:
No final de 1993, no próprio Afeganistão não havia estradas, nem escolas, apenas um país destruído – e os Estados Unidos estavam lavando as mãos de qualquer responsabilidade. Foi nesse vácuo que o Talibã e Osama bin Laden emergiriam como atores dominantes. É irônico que um homem que quase nada teve a ver com a vitória sobre o Exército Vermelho, Osama bin Laden, venha a personificar o poder da jihad. 
Em 2008, o jornalista canadense Arthur Kent processou os produtores do filme, alegando que eles usaram material que ele produziu na década de 1980 sem obter a devida autorização.  Em 19 de setembro de 2008, Kent anunciou que havia chegado a um acordo com os produtores e distribuidores do filme e que estava "muito satisfeito" com os termos do acordo, que permanecem confidenciais..

## Mídia norte-americana
O filme foi lançado em DVD em 22 de abril de 2008; uma versão em DVD e uma versão combo HD DVD /DVD estão disponíveis. Os extras incluem um making of e um "Quem é Charlie Wilson?", que retrata o verdadeiro Charlie Wilson e apresenta entrevistas com ele e com Tom Hanks, Joanne Herring ,Aaron Sorkin e Mike Nichols . A versão combo HD DVD/DVD também inclui conteúdo exclusivo adicional. 

## Prêmios e indicações
- Oscar 2008 (EUA)

Indicado: por Melhor Ator Coadjuvante  (Philip Seymour Hoffman)
- Globo de Ouro 2008 (EUA)

Indicado: por Melhor filme comédia ou musical
Indicado: por Melhor ator em um filme cômico ou musical  (Tom Hanks)
Indicado: por Melhor ator coadjuvante em um filme  (Philip Seymour Hoffman)
Indicado: por Melhor atriz coadjuvante em um filme  (Julia Roberts)
Indicado: por Melhor roteiro  (Aaron Sorkin)
- BAFTA 2008 (Reino Unido)

Indicado: por Melhor ator coadjuvante (Philip Seymour Hoffman)